# Faustino Rupérez
Faustino Rupérez Rincón (* 29. Juli 1956 in Piquera de San Esteban, Spanien) ist ein ehemaliger spanischer Radrennfahrer und Sportlicher Leiter.

## Karriere
Als Amateur errang Rupérez zwanzig Siege, darunter die spanische Meisterschaft. International machte er bei der Tour de l’Avenir 1978 auf sich aufmerksam, als er in der Gesamtwertung den sechsten Platz belegte und bei sechs der zwölf Etappen unter die Top 10 kam.
Seine Karriere als professioneller Radrennfahrer dauerte von 1979 bis 1985. Bereits im ersten Profi-Jahr erzielte er vier Siege, unter anderem wurde er spanischer Meister im Straßenrennen. Zudem belegte er bei der Vuelta a España den vierten Platz in der Gesamtwertung. Ein Jahr später sicherte er sich mit zwei Etappenerfolgen und 2:15 Minuten Vorsprung den Gewinn der Gesamtwertung bei der Vuelta. Bis zu seinem Karriereende nahm er insgesamt 13 mal an einer Grand Tour teil, nach dem Sieg bei der Vuelta kam er noch viermal unter die Top 10 der Gesamtwertung. 
Neben den Grand Tours war Rupérez vor allem bei Rennen in seiner Heimat Spanien erfolgreich. Als guter Rundfahrer schrieb er sich in die Siegerlisten bei der Asturien-Rundfahrt, der Burgos-Rundfahrt, der Katalonien-Rundfahrt und der Kantabrien-Rundfahrt ein. Mehrfach nahm er an den Straßenradsport-Weltmeisterschaften teil, 1984 in der in Altenrhein in der Schweiz war er in der Verfolgergruppe hinter dem Weltmeister Greg LeMond und verpasste im Sprint als Vierter nur knapp eine Medaille. Auf der Bahn gewann er 1981 das Sechstagerennen von Madrid. 
Nach seiner Profikarriere wurde er Sportlicher Leiter der Mannschaft Kas, die mit Sean Kelly die Spanienrundfahrt 1988 für sich entscheiden konnte. Nach Auflösung des KAS-Teams war Rupérez auch Sportlicher Leiter des Teams Puertas Mavisa. 1994 trat er dem spanischen Blindensportverband bei, wo er als Sportlicher Leiter für die Tandem-Disziplinen im Paracycling verantwortlich war und die Mannschaft unter anderem bei den Paralympischen Spielen in Atlanta, Sydney und Athen betreute.

## Erfolge
1979
- eine Etappe Costa del Azahar
- eine Etappe Vuelta a Aragón
- Spanischer Meister - Straßenrennen
- GP Villafranca de Ordizia

1980
- Gesamtwertung und zwei Etappen Vuelta a España
- Gesamtwertung und eine Etappe Asturien-Rundfahrt

1981
- eine Etappe Vuelta a Cantabria
- Gesamtwertung eine Etappe Burgos-Rundfahrt
- Gesamtwertung Katalonien-Rundfahrt

1982
- Gran Premio Pascuas
- GP Villafranca de Ordizia
- Giro del Piemonte

1983
- eine Etappe Vuelta a Asturias

1984
- Gesamtwertung Vuelta a Asturias
- eine Etappe Vuelta a La Rioja

## Grand-Tour-Platzierungen
| Grand Tour            | 1979 | 1980 | 1981 | 1982 | 1983 | 1984 | 1985 |
| --------------------- | ---- | ---- | ---- | ---- | ---- | ---- | ---- |
| Vuelta a EspañaVuelta | 4    | 1    | 8    | 4    | 10   | 21   | 19   |
| Giro d’ItaliaGiro     | –    | 11   | DNF  | 10   | 7    | 13   | –    |
| Tour de FranceTour    | –    | –    | –    | –    | –    | –    | 39   |